# Fluvalinato
Fluvalinato (Apistan®, Klartan, Minadox) piretroide sintético comúnmente empleado en el control varroasis en colonias de abeja melífera.
Fluvalinato es estable, no-volátil, lipo-soluble. La efectividad de fluvalinato fue demostrada en Francia e Israel. Aunque el compuesto puede encontrarse en zánganos, un estudio había encontrado muestras de miel virtualmente sin fluvalinato, considerando su afinidad por la cera.
| Fluvalinato (4 estereoisómeros) |
| ------------------------------- |
| (R,R)-configuración             |
| (S,S)-configuración             |
| (S,R)-configuración             |
| (R,S)-configuración             |

Tau-fluvalinat (τ-fluvalinato) es el nombre de (2R)-fluvalinato.
| τ-Fluvalinato (2 diastereoisómeros) |
| ----------------------------------- |
| (R,R)-configuración                 |
| (R,S)-configuración                 |